# Friedhofslinde in Stemwede-Oppenwehe
Die  Alte Friedhofslinde ist eine etwa 350-jährige Linde in der ostwestfälischen Gemeinde Stemwede und ein ausgewiesenes Naturdenkmal. Sie wurde vermutlich im Jahre 1648 nach Ende des Dreißigjährigen Krieges gepflanzt, als die dort befindliche kleine Kapelle, die Oppenweher Klus neu errichtet wurde. Im Jahre 2010 wurde eine genauere Untersuchung des Baumes vorgenommen, bei der man zu dem Schluss gelangte, dass die Linde etwa 361 Jahre alt und somit um das Jahr 1649 gepflanzt worden sein müsse.

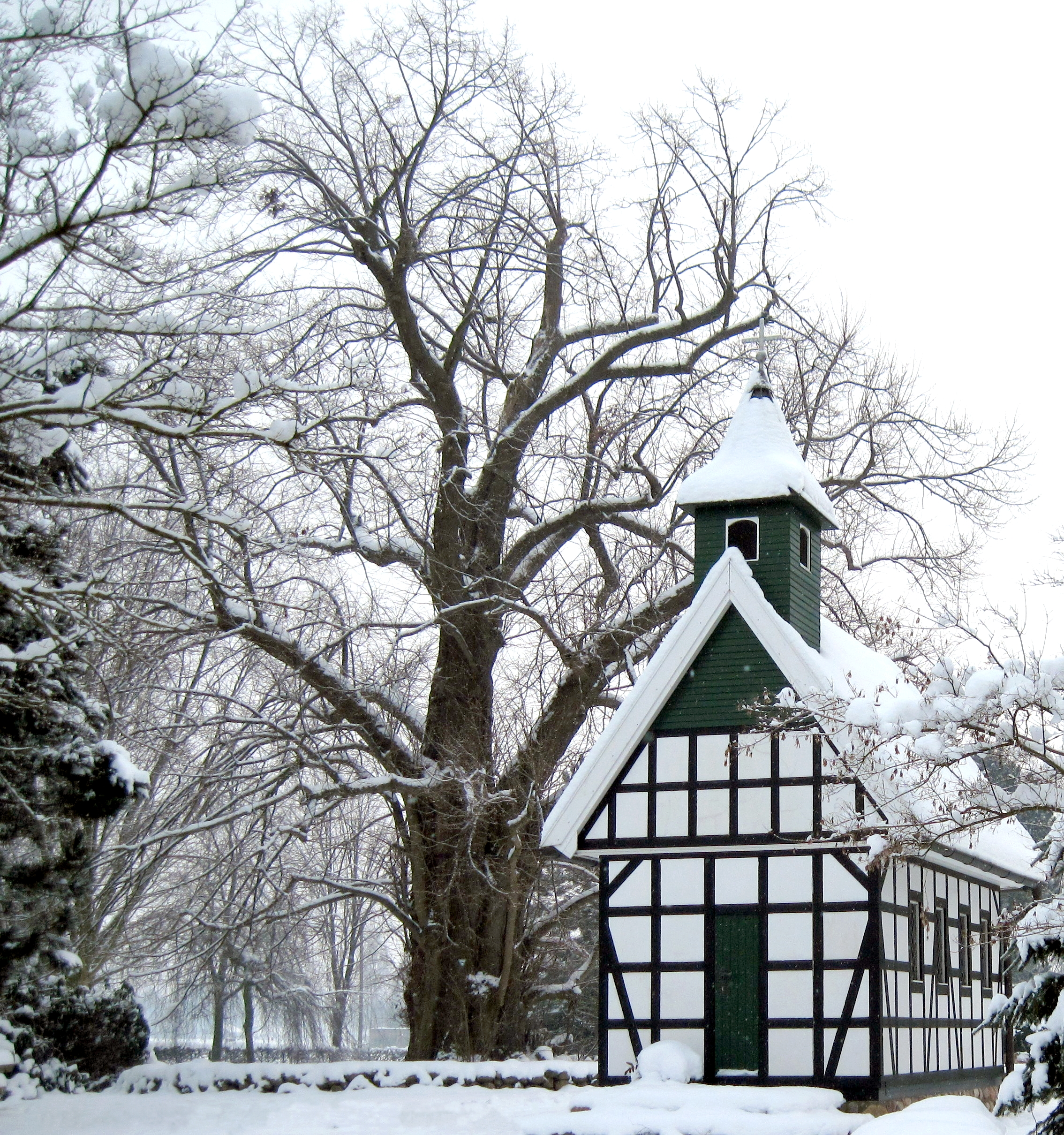
Friedhofslinde in Oppenwehe Winter 2010
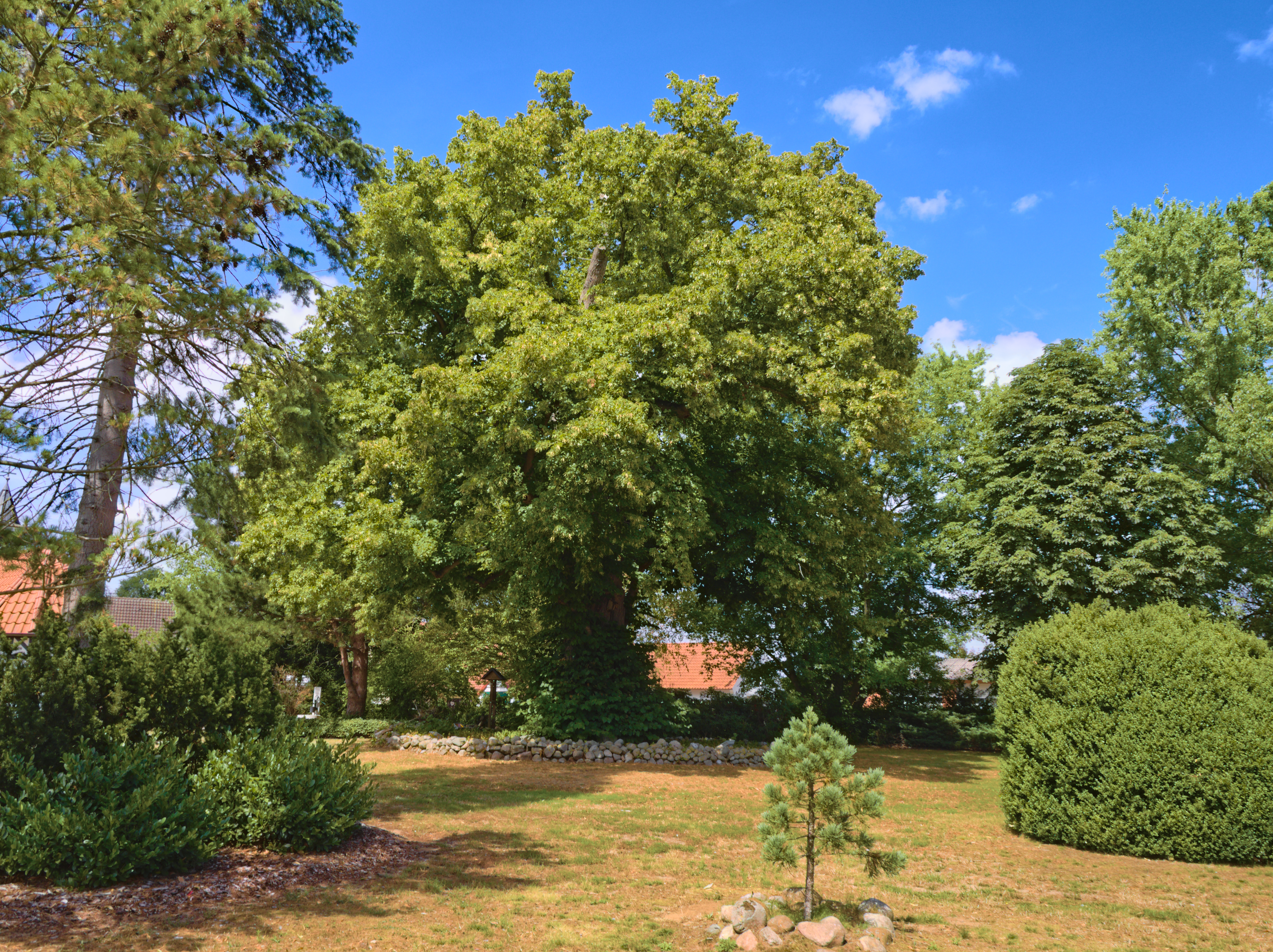
Friedhofslinde im Sommer 2019
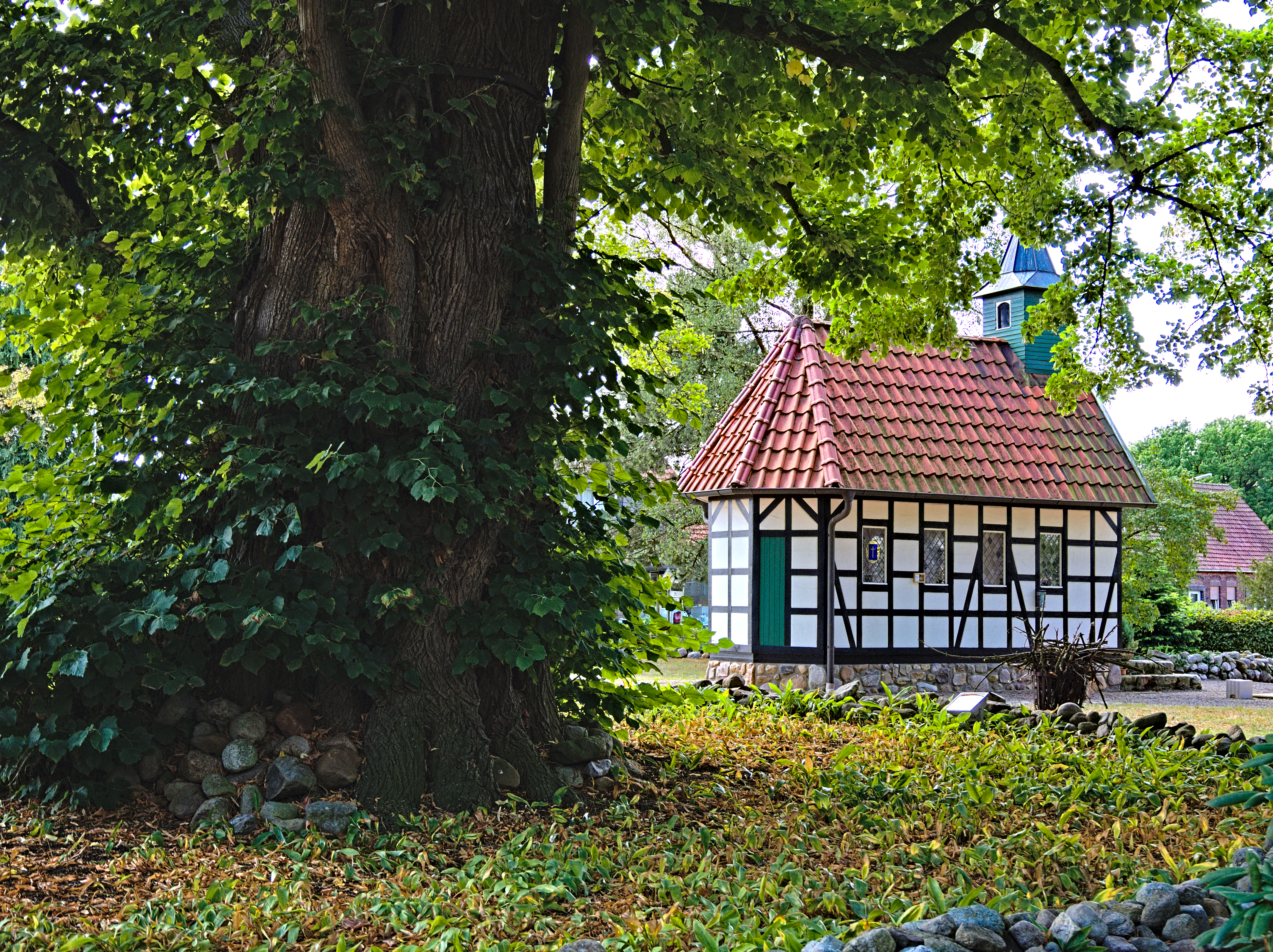
Stamm der Linde Sommer 2019